# Rathaus Düsseldorf

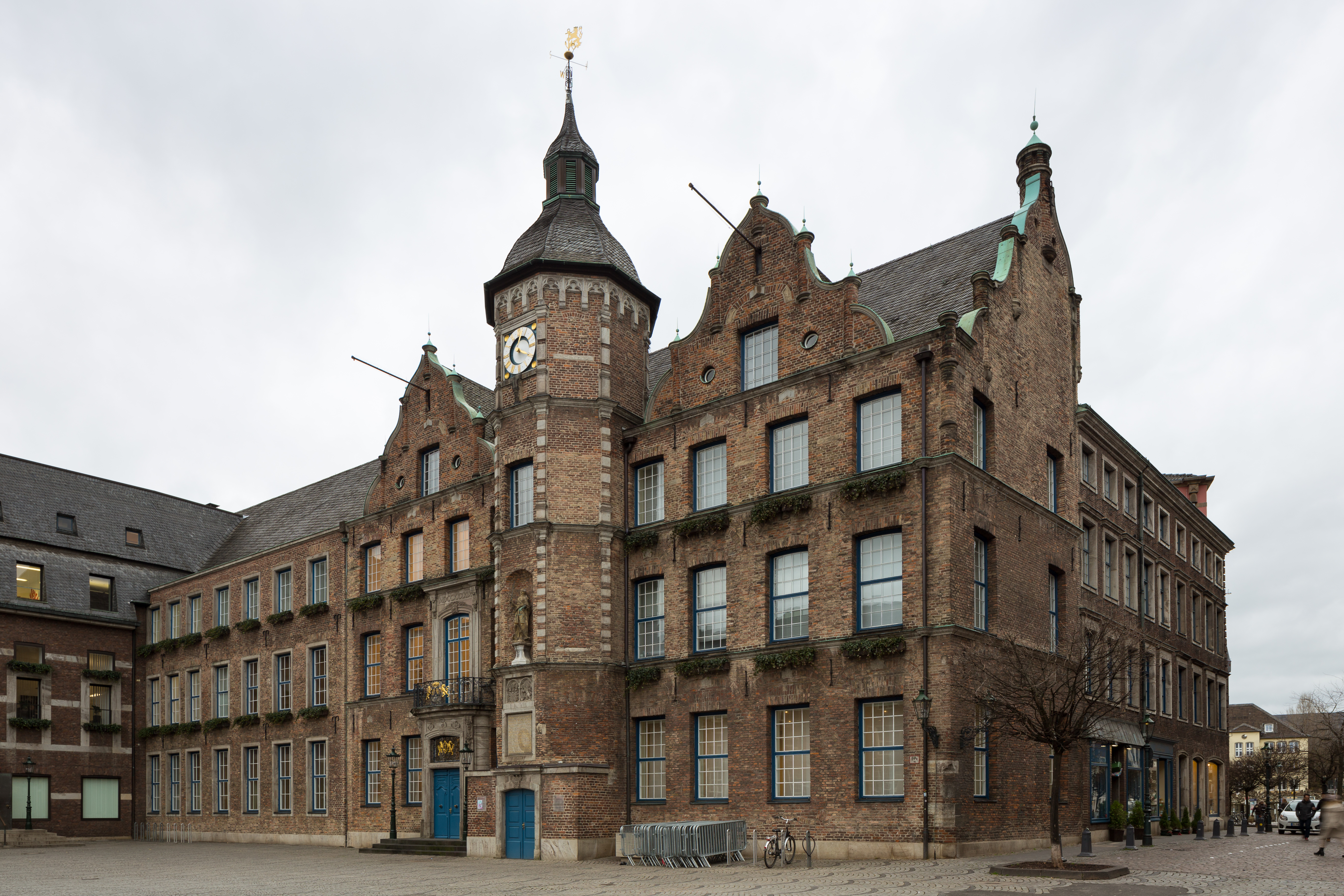
Altes Rathaus, 2016

Die Bau- und Nutzungsgeschichte des Rathauses der Landeshauptstadt Düsseldorf geht in den ältesten Gebäudeteilen bis auf die Jahre 1570/73 zurück. Seit dieser Zeit ist das inmitten der Altstadt und in unmittelbarer Nähe zum Rhein gelegene Rathaus Düsseldorf durchgehend der Sitz des Stadtrates und der kommunalen Verwaltung. Bis 1806 dienten die ältesten Gebäudeteile, das Alte Rathaus, auch als Versammlungsstätte der Landstände der Herzogtümer Jülich-Berg. Die Hauptzugang und die repräsentative Ansicht befinden sich auf dem vom Rathaus umschlossenen Marktplatz.

## Vorgängerbauten
Das erste Gebäude in Düsseldorf, in dem der Stadtrat tagte, befand sich vermutlich gegenüber der Lambertuskirche und war das alte Zollhaus. Das zweite Rathaus war als das Haus „Zum Schwarzen Horn“ bekannt, das sich an der Ratinger Straße 6 befindet und von 1470 bis 1544 als Rathaus diente. 1545 erwarb die Stadt ein Gebäude am Marktplatz für die Schöffen und den Rat, das nach 1570 durch einen Neubau ersetzt wurde.

## Die fünf heutigen Gebäudeteile

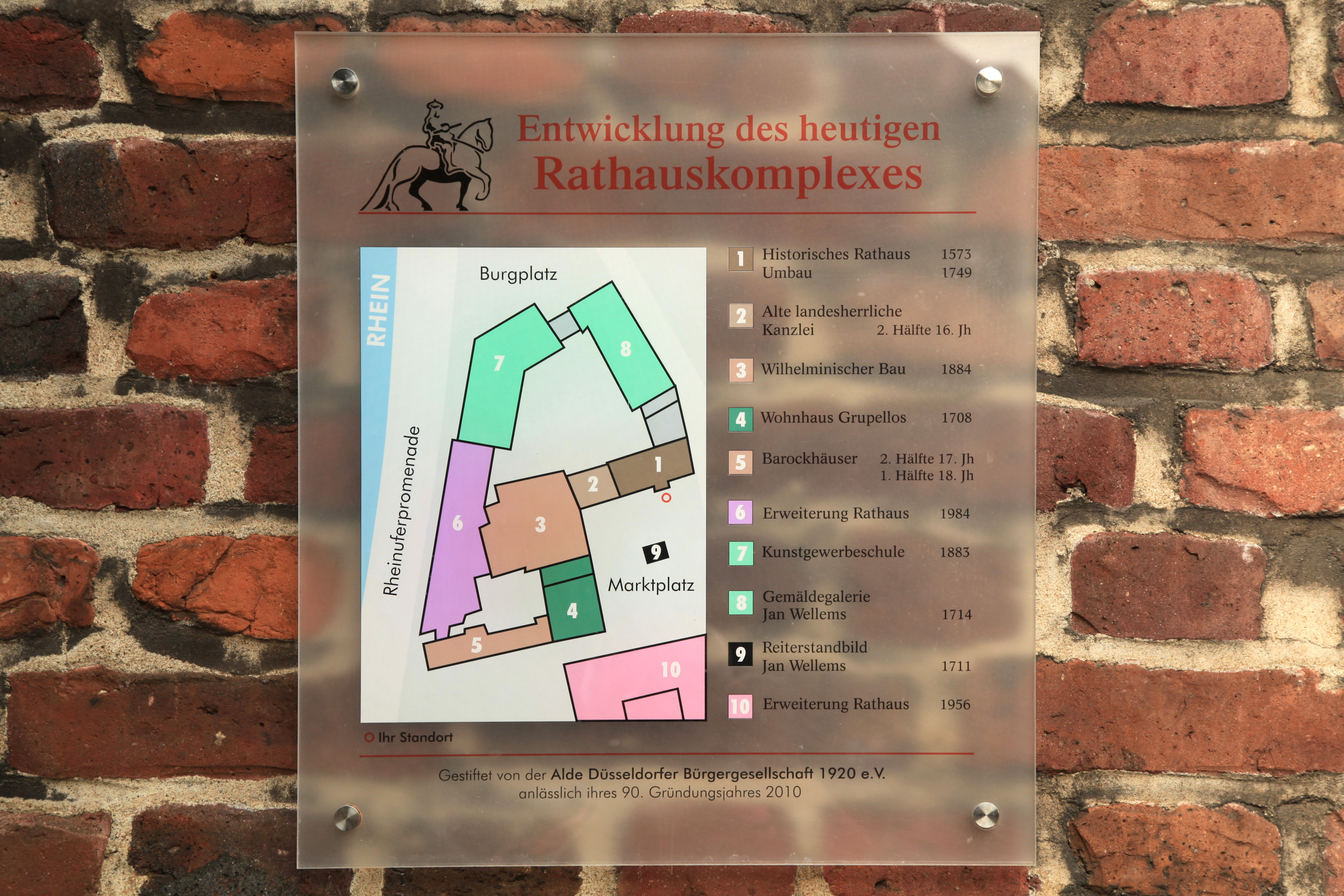
Entwicklung des heutigen Rathauskomplexes

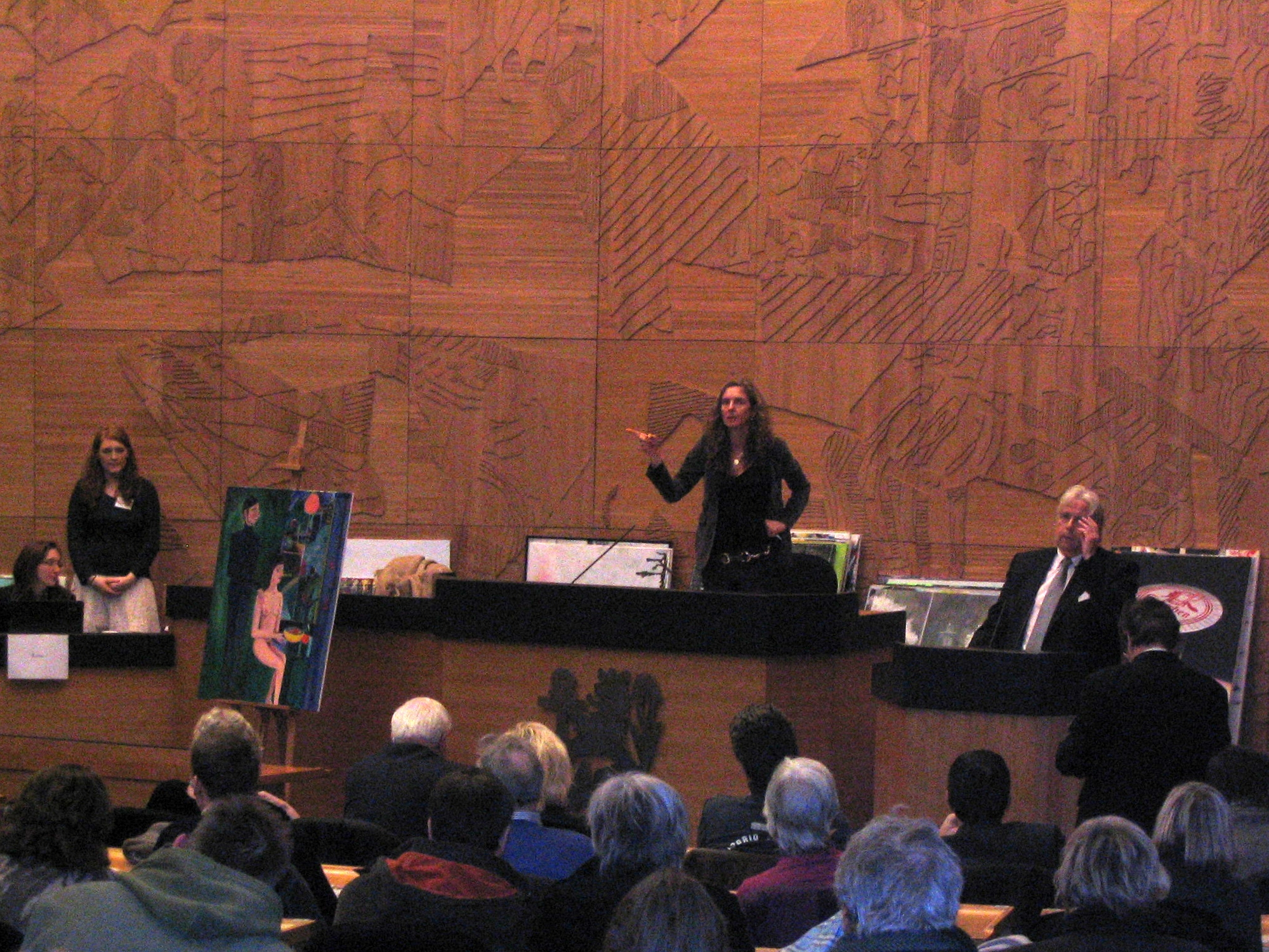
Plenarsaal. „Neujahrsversteigerung 2012“ zugunsten Düsseldorfer Kunststudenten vor Joseph Fassbenders Tapisserie en Bois

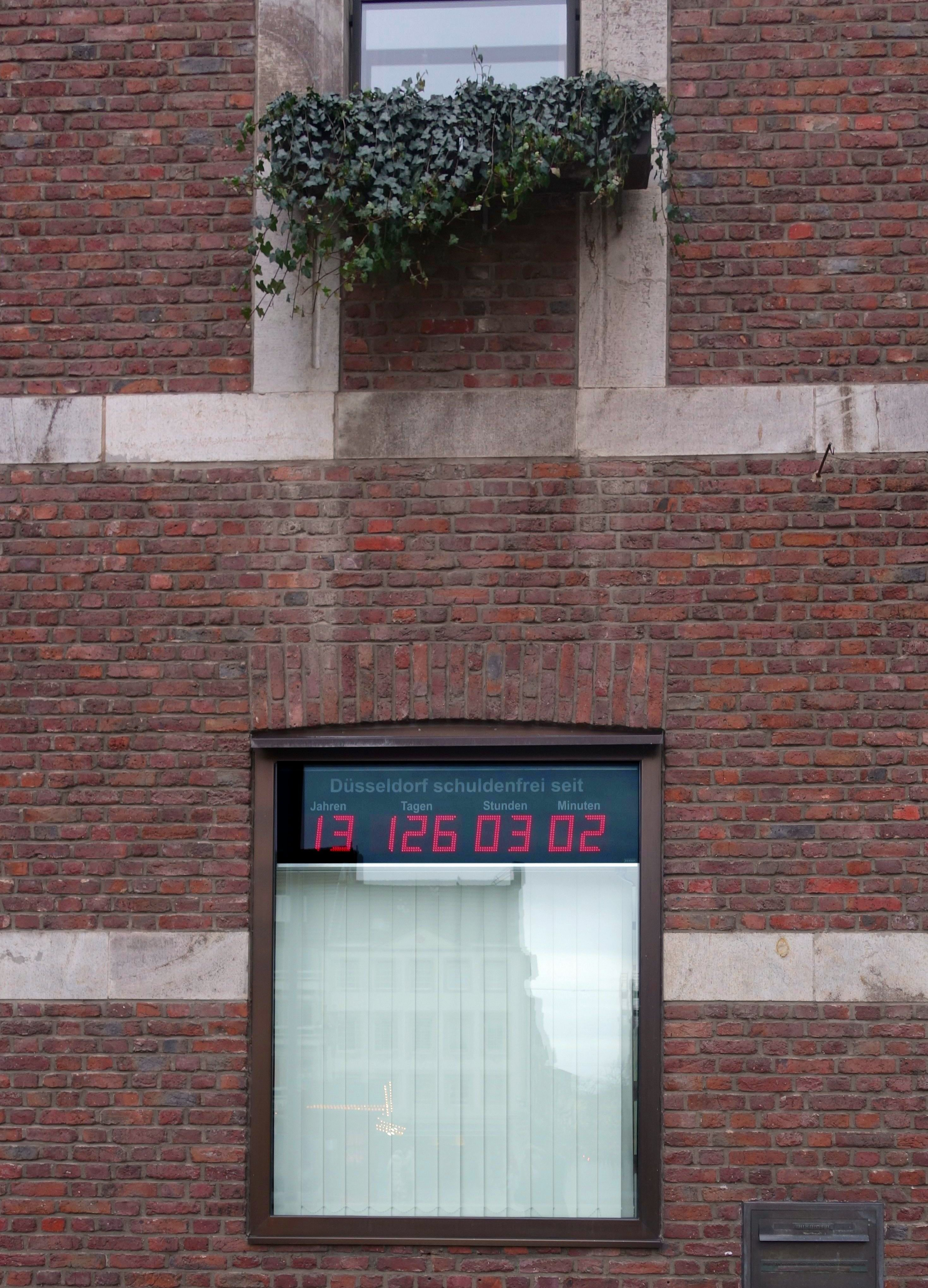
Schuldenfrei-Uhr im Rathausfenster. Eingeführt im Jahr 2007 während der Amtszeit des Oberbürgermeisters Joachim Erwin. Sie wurde, da Düsseldorf schon länger nicht mehr schuldenfrei war, am 1. Februar 2021, 9 Uhr 30 abgeschaltet.

Das heutige Rathaus besteht aus insgesamt fünf Flügeln bzw. Gebäudeteilen, von denen drei in südlicher Richtung den Marktplatz einfassen und so das eigentliche Herz der Altstadt bilden: Der erste und älteste Flügel ist das Alte Rathaus von 1573 (Marktplatz 1). In einem rechtwinkligen Knick dazu schließen sich das Neue Rathaus und das ehemalige Grupello-Haus von 1706 an. Diese beiden Teile ergeben den zweiten Flügel (Marktplatz 2 und 3). Gegenüber dem Alten Rathaus bildet das Verwaltungsgebäude aus der Nachkriegszeit (Marktplatz 6) den jüngsten Teil des Gesamtkomplexes. Einen weiteren Gebäudeflügel bildet der ehemalige Ostflügel der Gemäldegalerie, der im Norden an den Burgplatz grenzt. Zum Rhein und zur Rheinuferpromenade hin vervollständigen die Räume der ehemaligen Kunstgewerbeschule das Gesamtensemble. In der Mitte des Marktplatzes befindet sich das Jan-Wellem-Reiterdenkmal, ein Wahrzeichen Düsseldorfs.

### Zweiter Flügel: Neues Rathaus und ehem. Grupellohaus
Diese Seite wurde nach 1700 baulich ganz neu erschlossen: 1706 errichtete hier Matteo Alberti ein Wohnhaus für den Künstler Gabriel de Grupello, das heute Teil des Rathauses ist (Marktplatz 3); 1739 wurde direkt rechts daneben der alte Sitz der Bergischen Kanzler, die Alte Kanzlei, niedergelegt und ein „Kommödienhaus“ (Grupellotheater) erbaut, das bis 1881 genutzt und dann abgerissen wurde. Das darauf entstandene Neue Rathaus mit dem sehr dominanten Turmaufsatz wurde 1888 fertiggestellt. Etwa 1922 wurde der mächtige Turm, aufgrund statischer Probleme, niedergelegt. Im Zweiten Weltkrieg beschädigt, wurde der historistische Prachtbau in der Nachkriegszeit nicht rekonstruiert. Schließlich gestaltete man in den 1960er Jahren den Wilhelminischen Bau (Marktplatz 2) gänzlich um, wobei das ehemalige Wohnhaus Grupellos, das Gouvernementshaus, in den Baukomplex mit einbezogen wurde. Die Gebäude, welche sich in der Zollstraße an das Grupellohaus anschließen, wurden in den 1970er Jahren entkernt und in den Komplex des Düsseldorfer Rathauses integriert. Heute beherbergt dieser Doppeltrakt den Plenarsaal des Stadtrates (Marktplatz 2) und der Sitz der „Ratsfraktion“, der „Beratenden Ratsmitglieder in den Bezirksvertretungen“, sowie des „Datenschutzbeauftragten“ (Marktplatz 3). Der Zugang zu den Gebäuden führt über den Innenhof am Marktplatz 3.

Flügel – Neues Rathaus und Grupellohaus
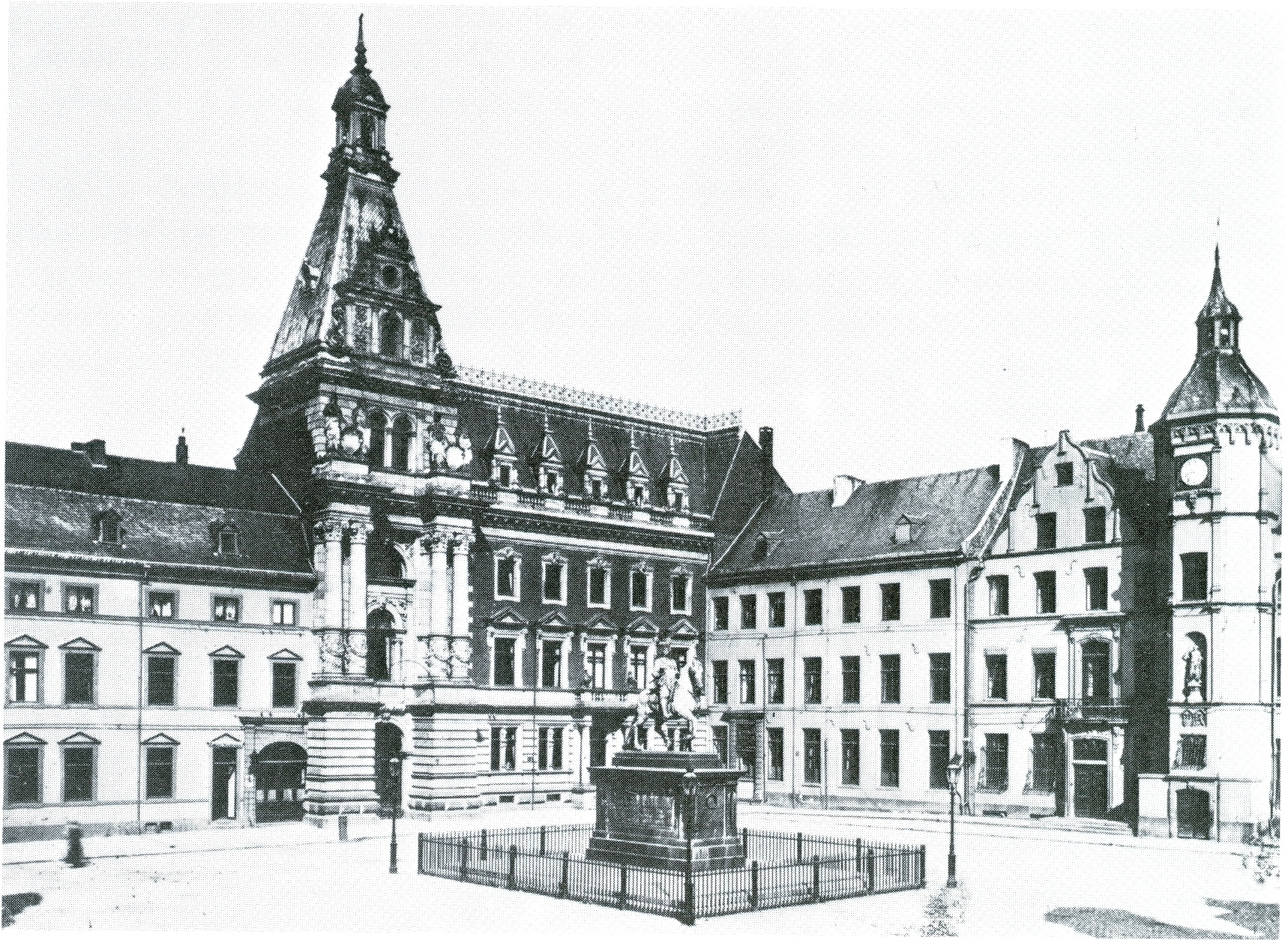
Neues Rathaus, 1884 erbaut nach Plänen von Eberhard Westhofen
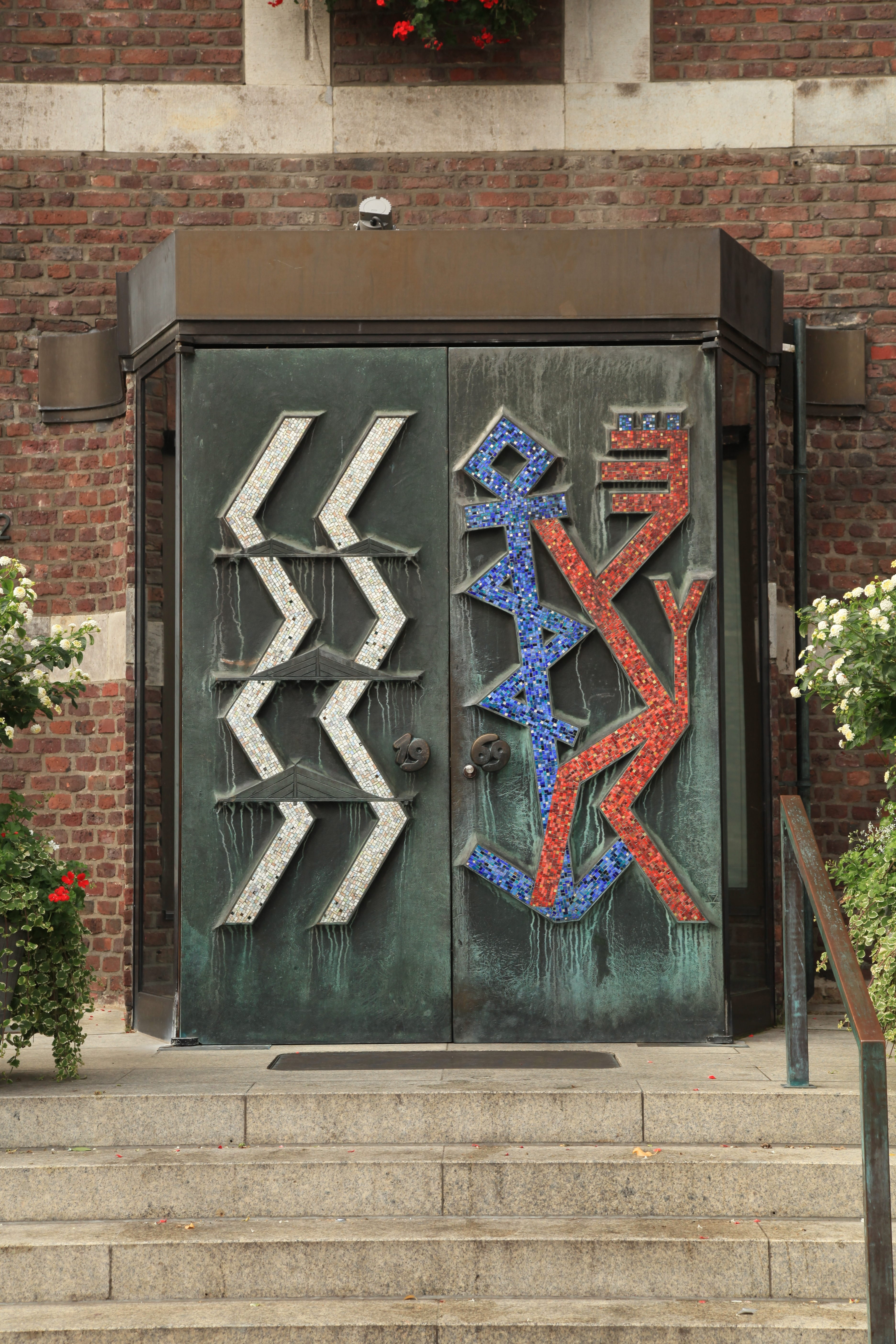
Portal Neues Rathaus, Marktplatz 2
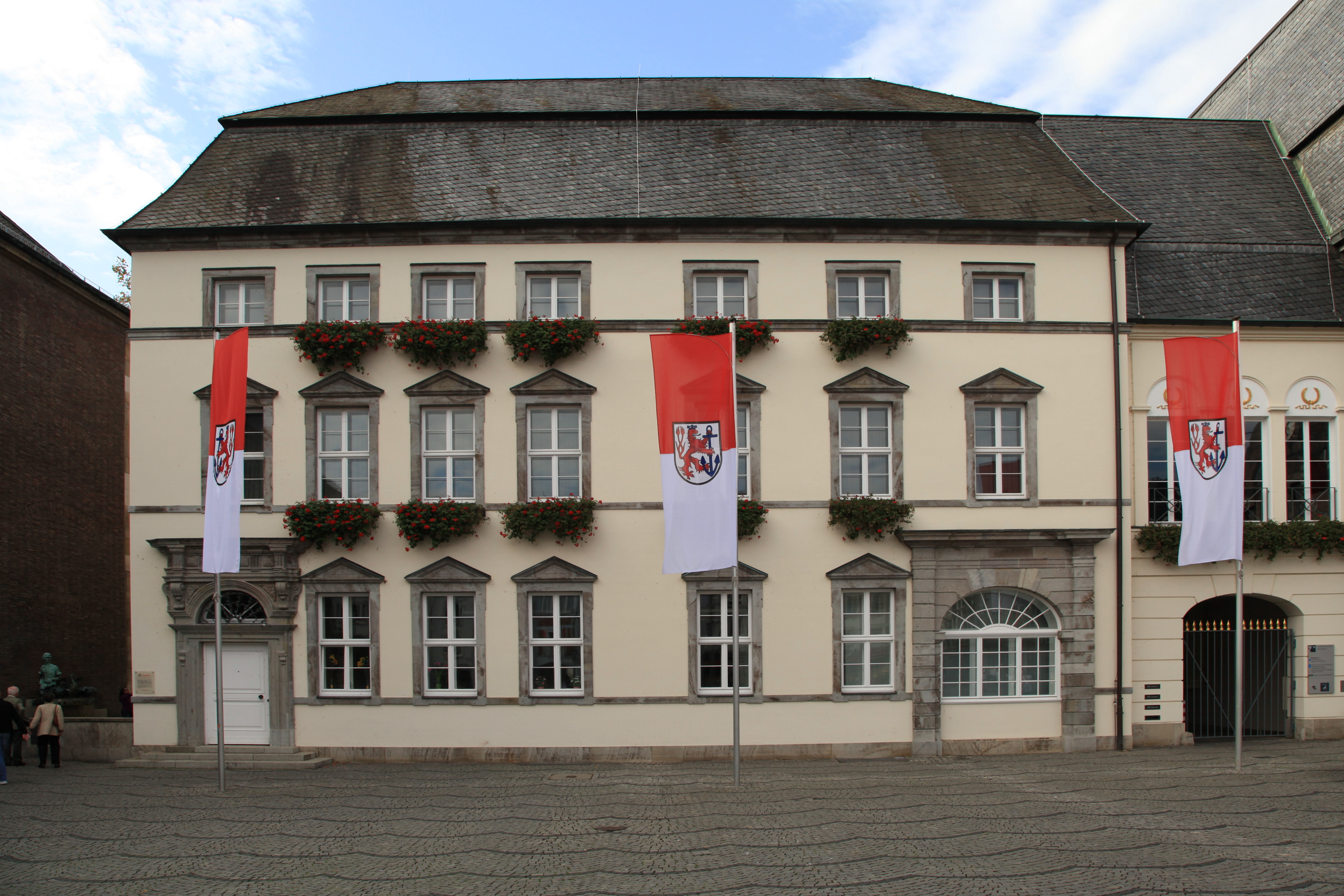
Grupello-Haus, Marktplatz 3
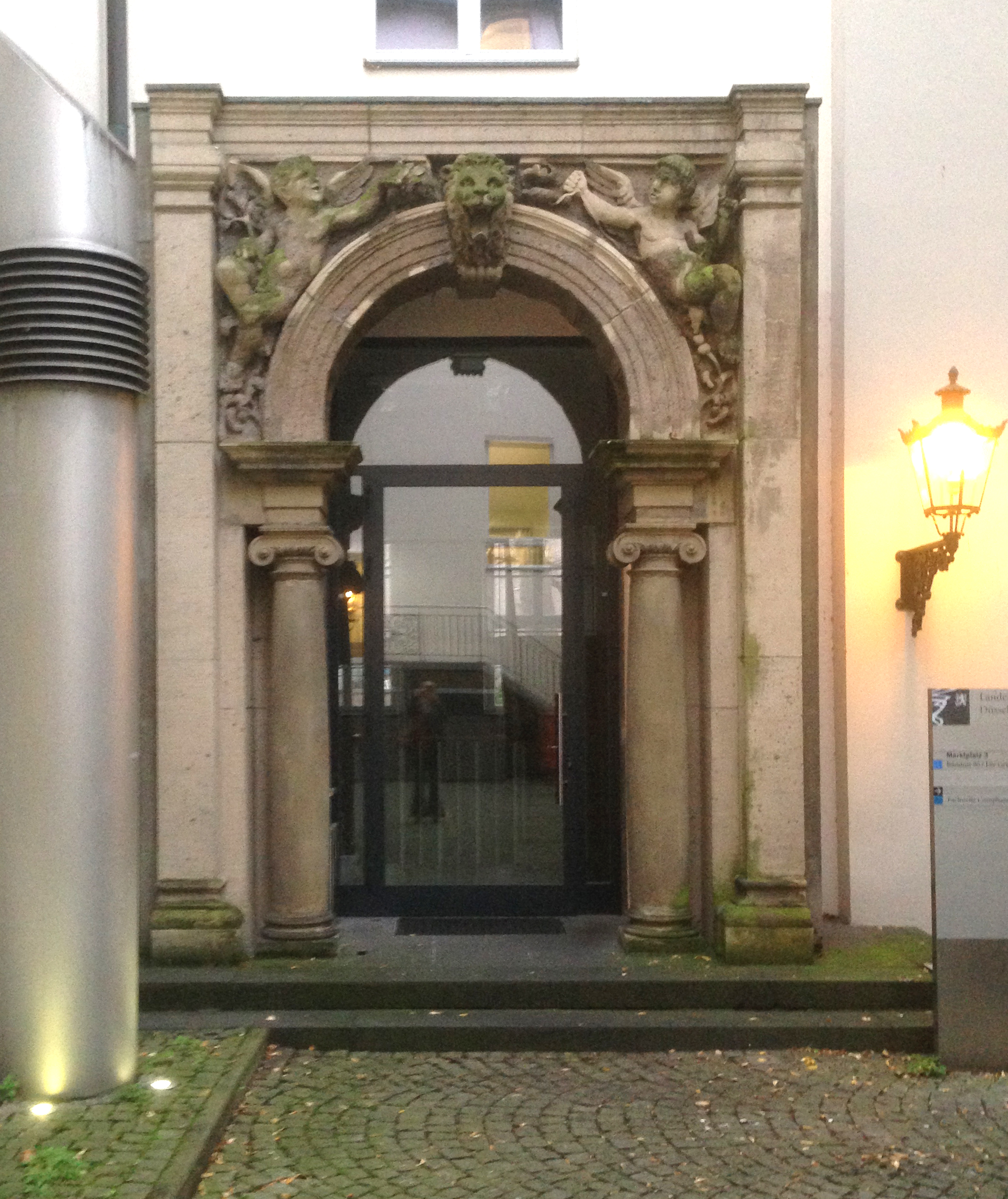
Eingangsportal im Innenhof Marktplatz 3 (Teil des Wilhelminischen Rathauses)
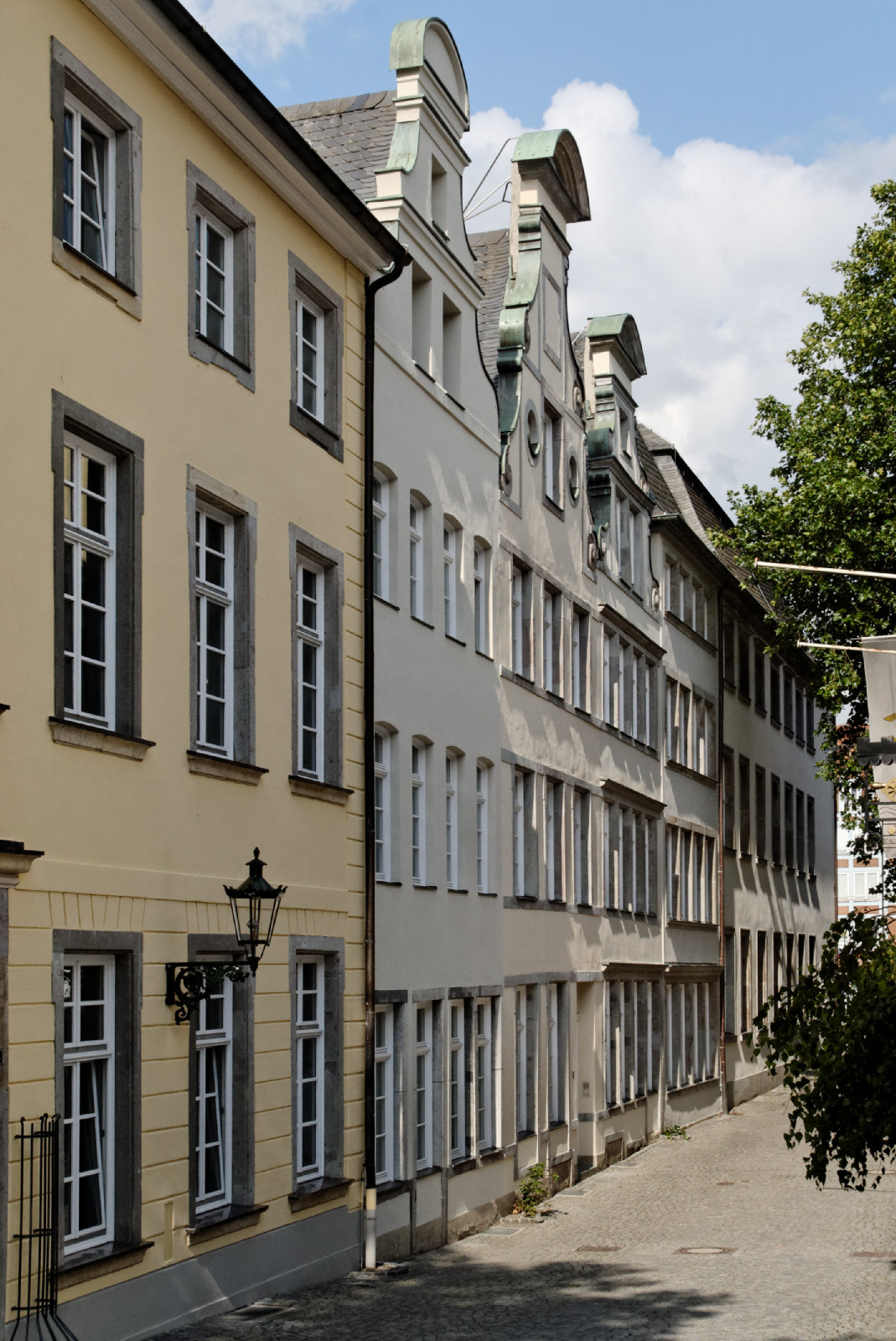
Häuser Zollstraße

### Dritter Flügel: Verwaltungsgebäude Marktplatz 6
Das Gebäude wurde von 1952 bis 1956 vom Hochbauamt der Stadt von dem Düsseldorfer Architekten Julius Schulte-Frohlinde am Marktplatz erbaut. Das Haus beherbergte die städtische Kämmerei.

Flügel – Verwaltungsgebäude Marktplatz 6
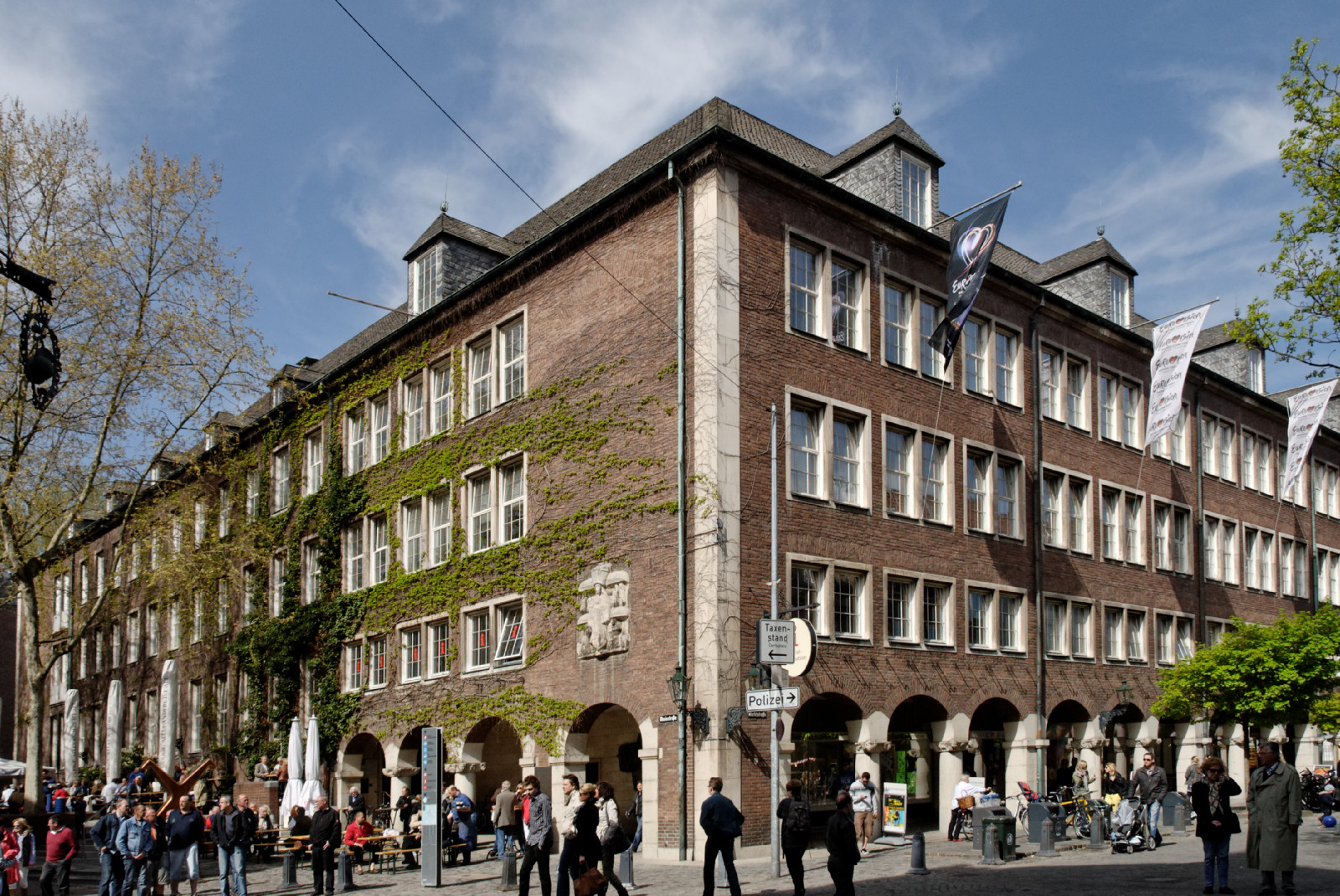
Marktplatz 6, Marktstraße Ecke Rheinstraße mit Marktfrauen-Relief von Jupp Rübsam
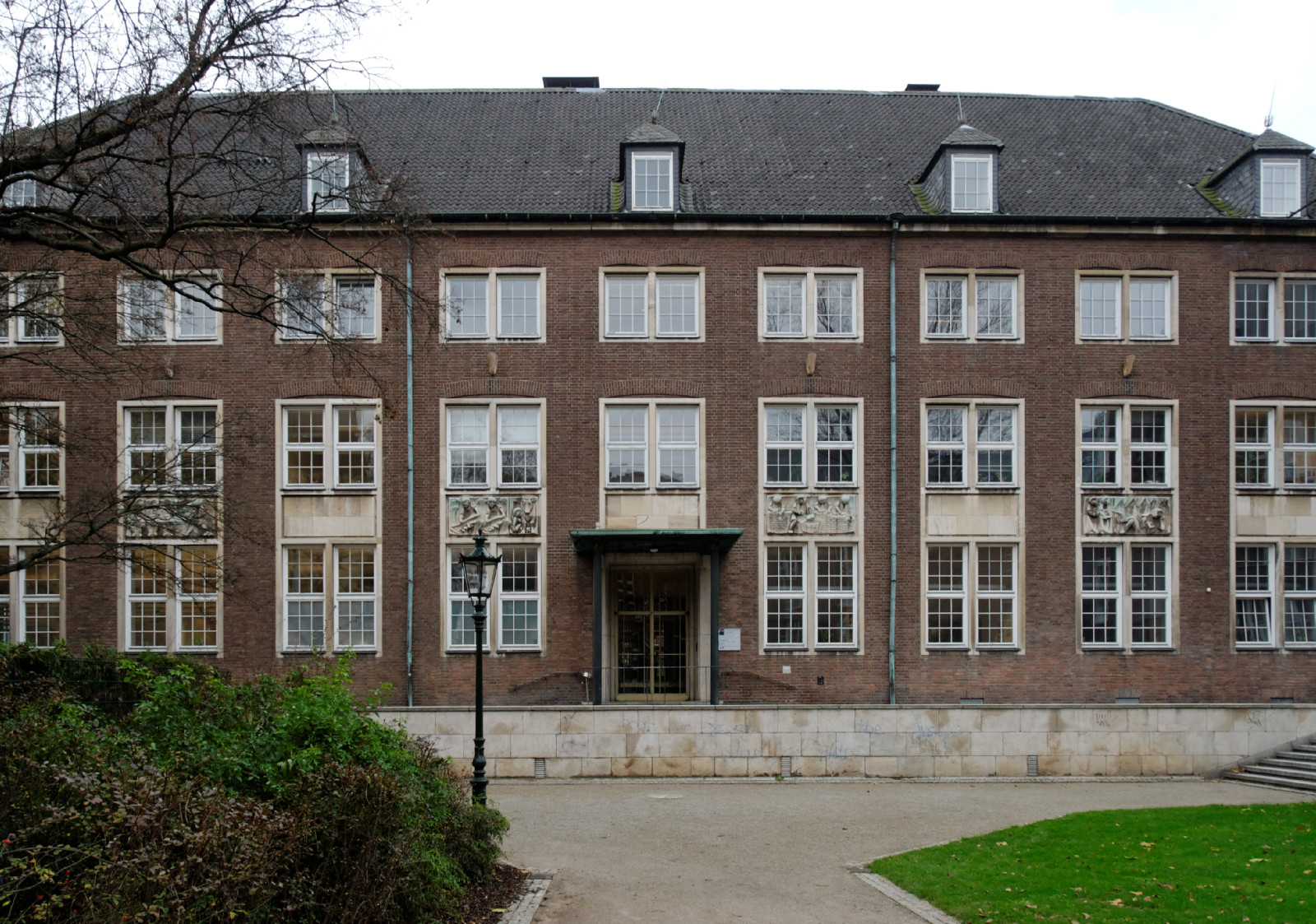
Marktplatz 6, Westfassade

### Vierter Flügel: Gebäude zum Burgplatz
Der ehemalige Ostflügel der Düsseldorfer Gemäldegalerie verbindet in einem stumpfen Winkel den Burgplatz und den Marktplatz miteinander. Nach mehreren Umbauten weist dieser vierte Flügel am Burgplatz 3 und 2 eine Fassade aus den 1920er Jahren auf. Auch die barocken Gebäude am Burgplatz 6 und 5 werden vom Rathaus genutzt.

Flügel – Gebäude zum Burgplatz
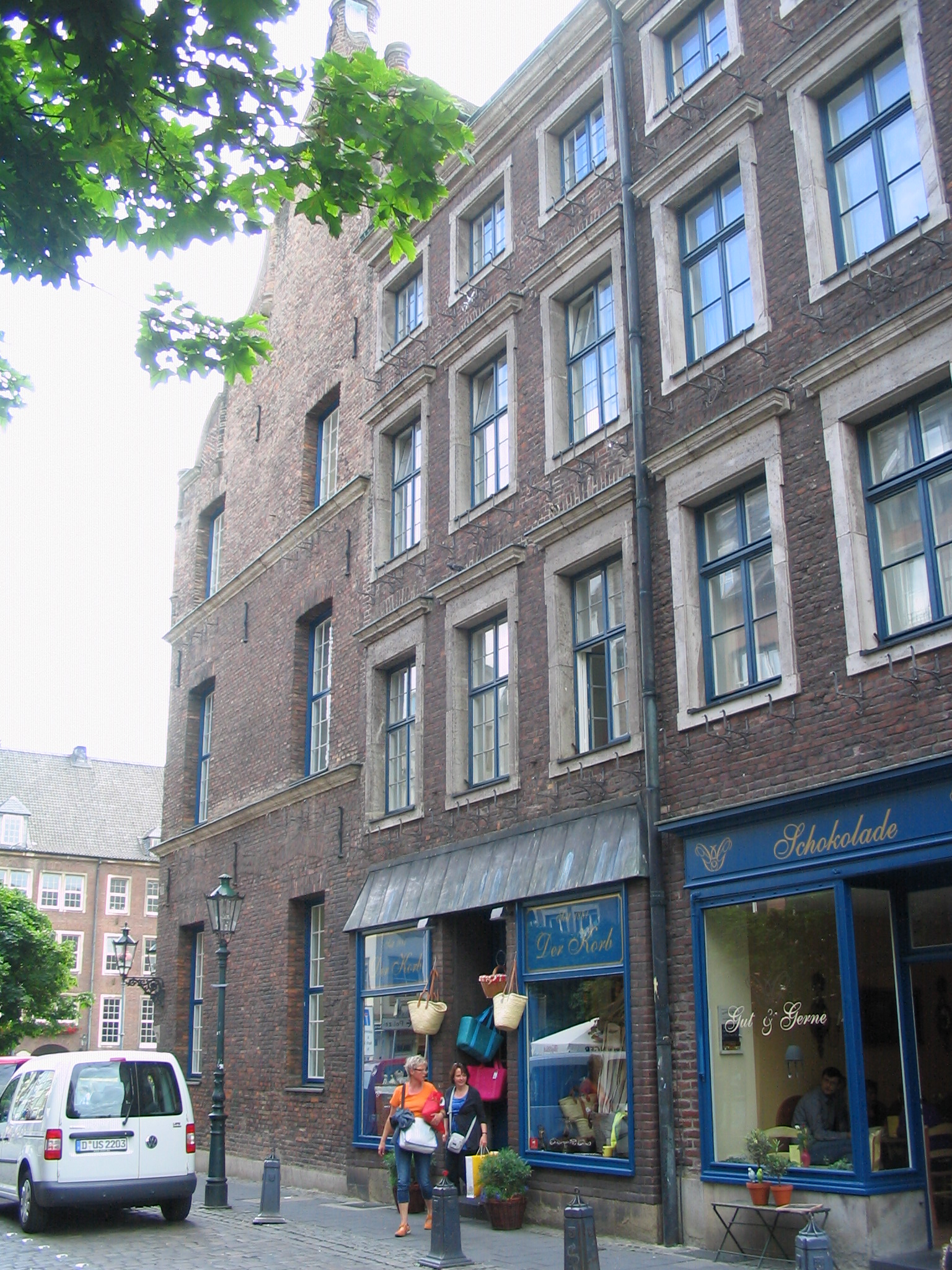
Barockes Gebäude am Burgplatz Ecke Marktplatz mit dem Alten Rathaus
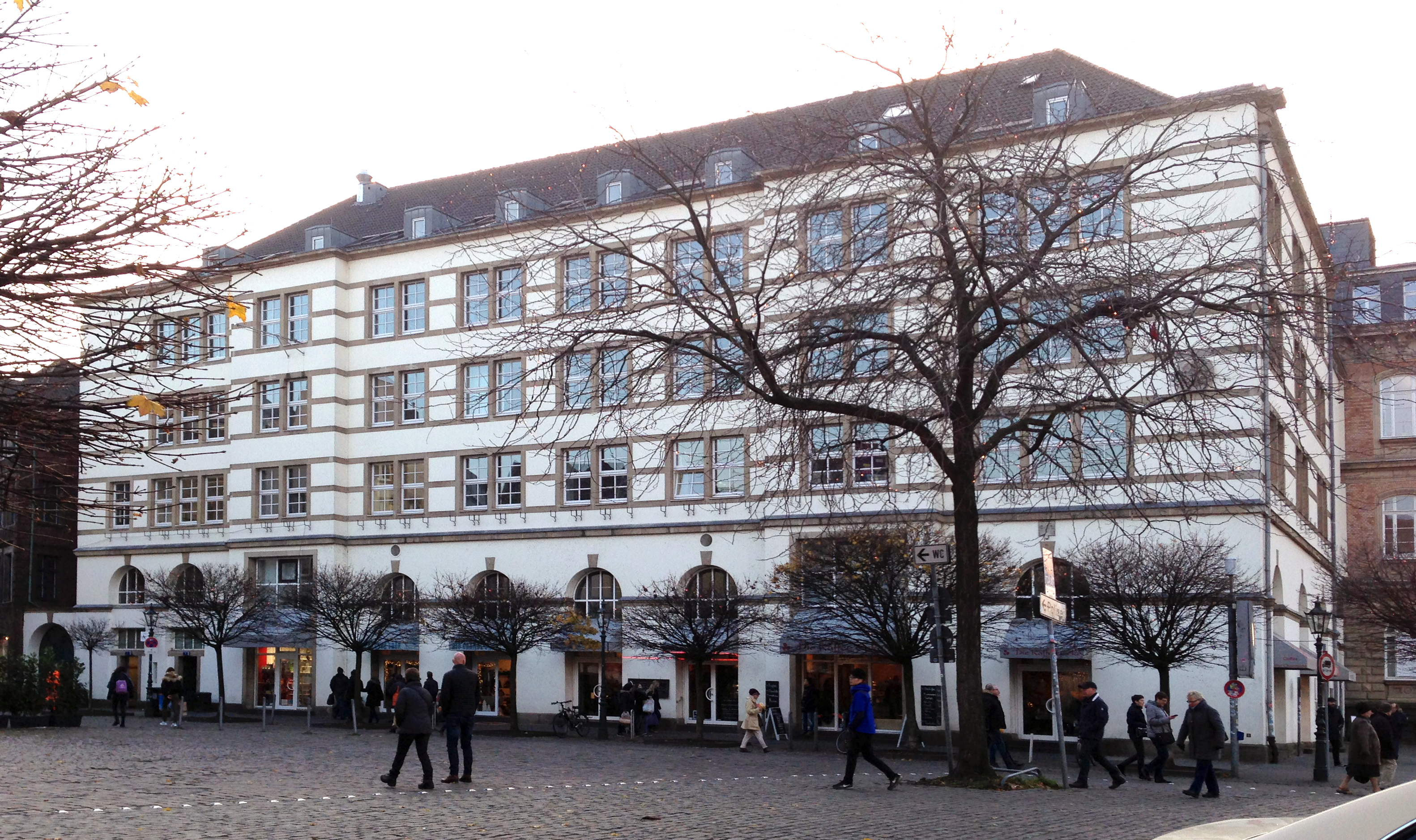
Gebäudeteil Burgplatz 3 mit öffentlichen Toiletten und Ladenlokalen
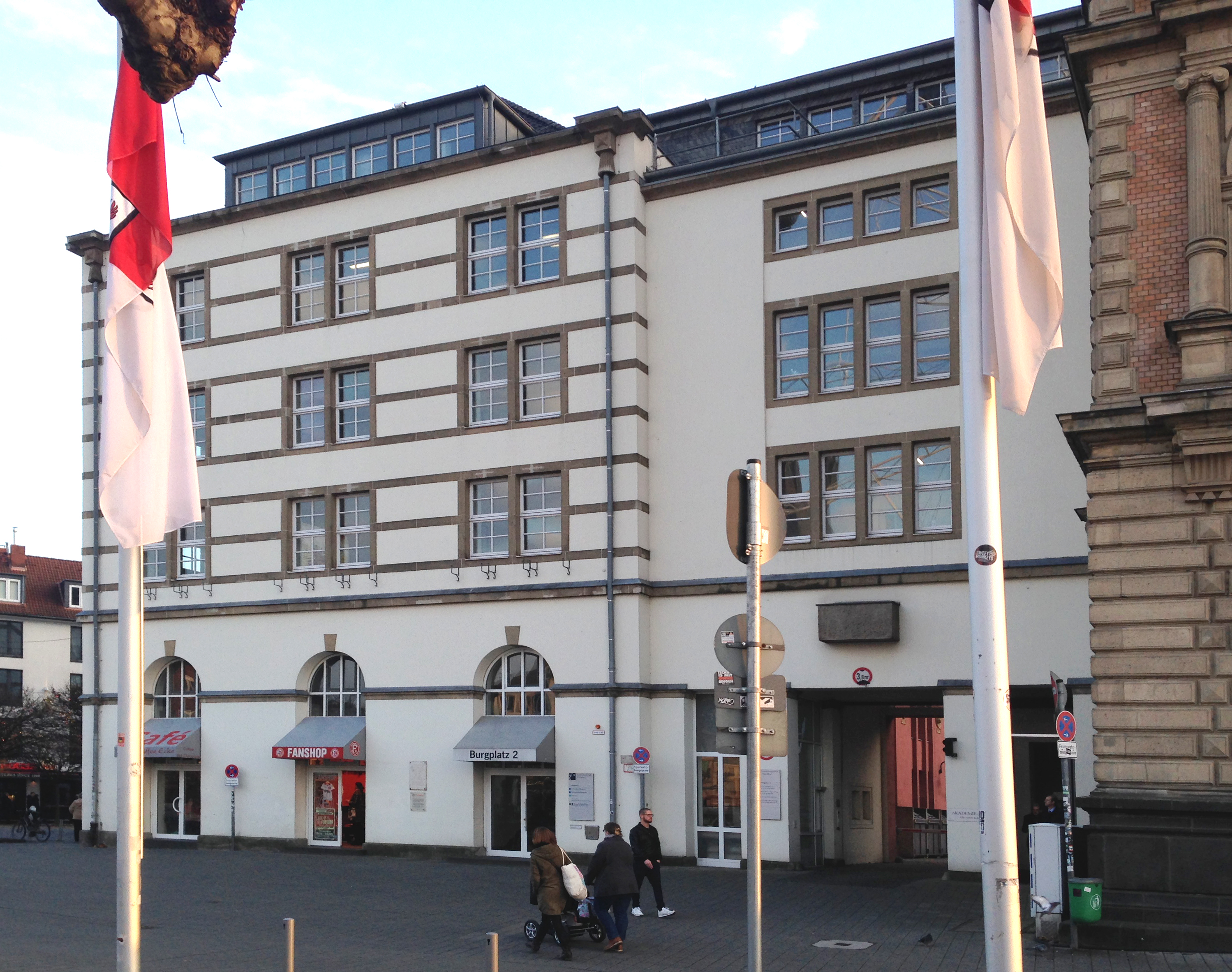
Gebäudeteil Burgplatz 2
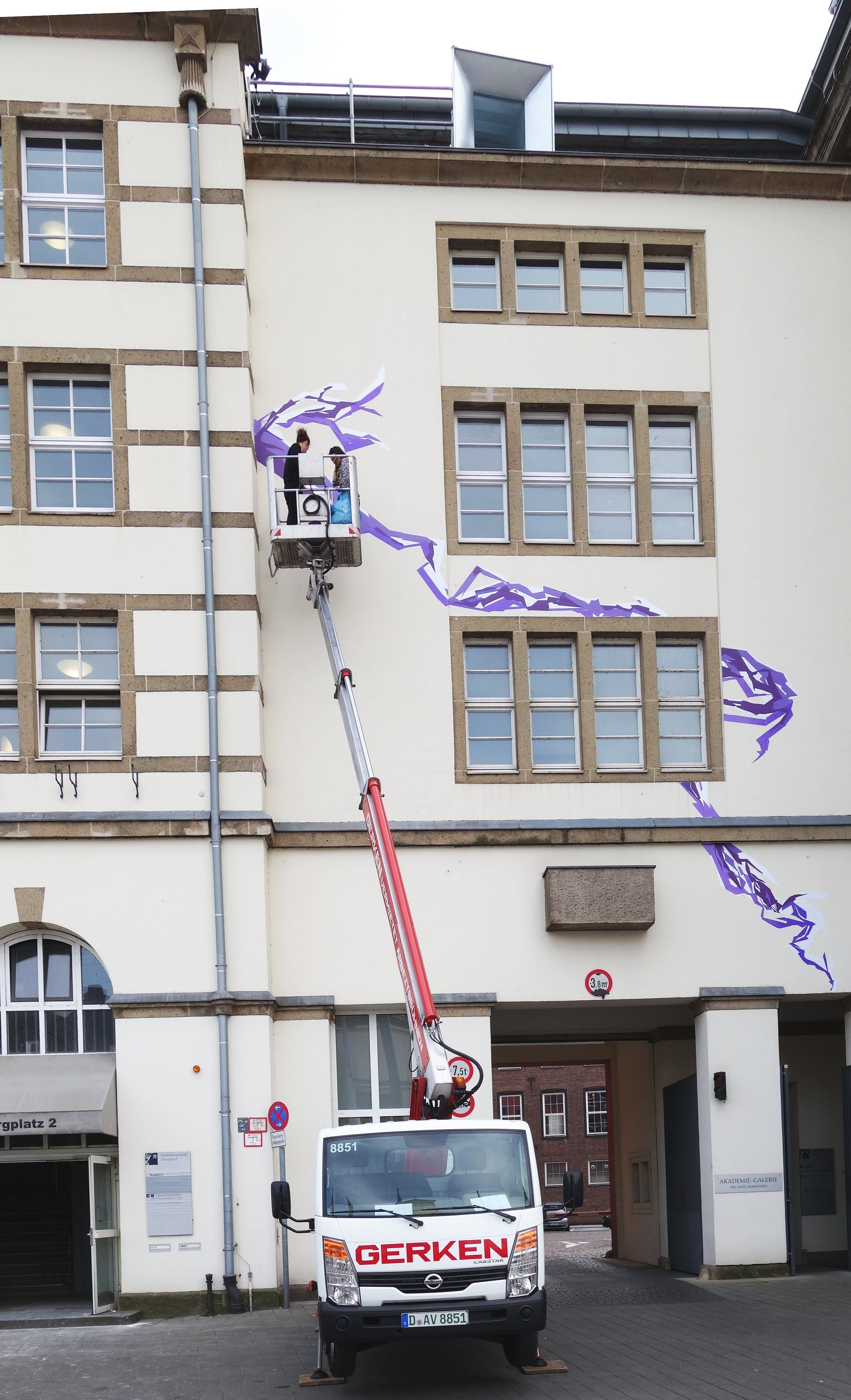
Toreinfahrt Burgplatz 2
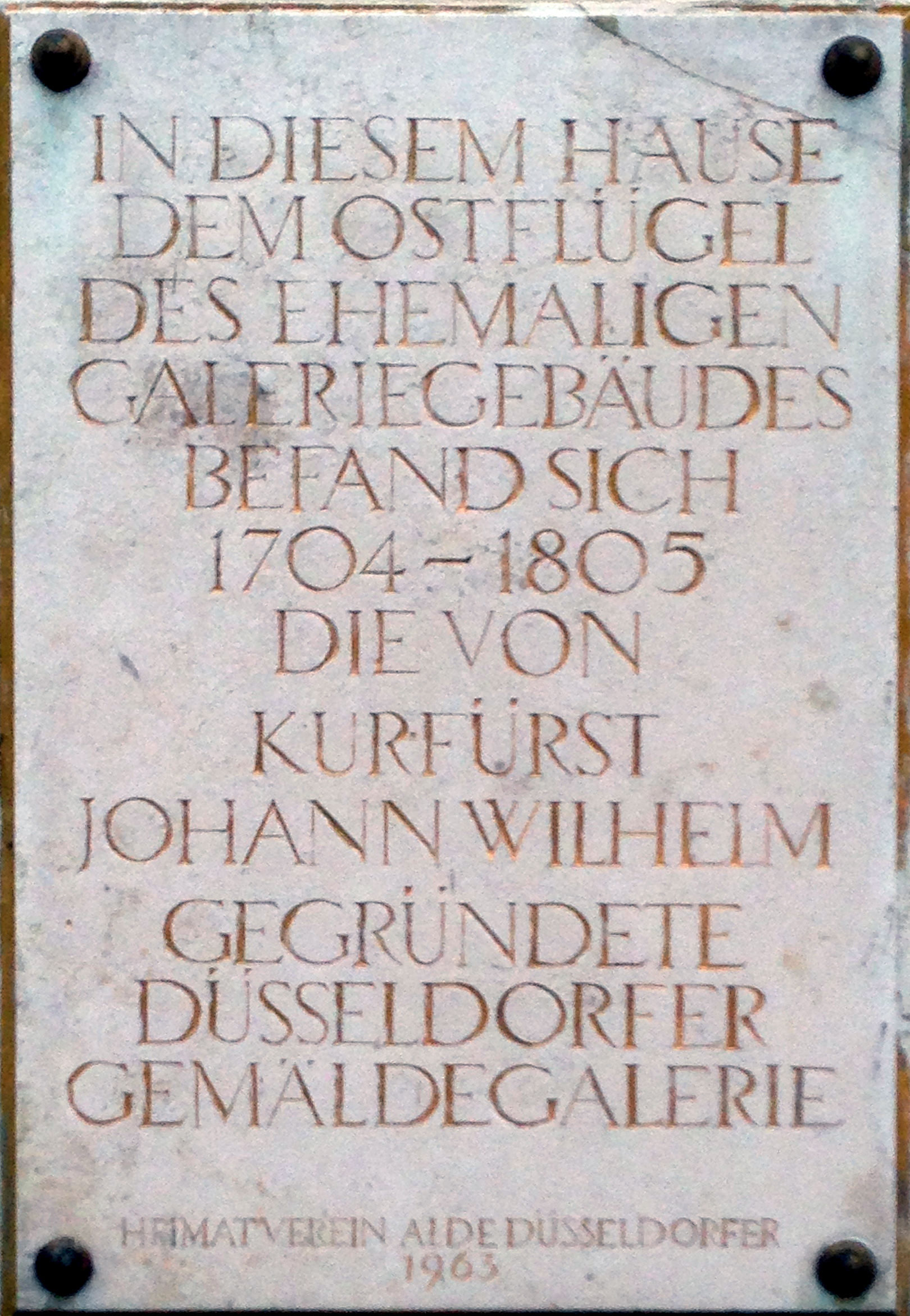
Gemäldegalerie 1704–1805, Burgplatz 2
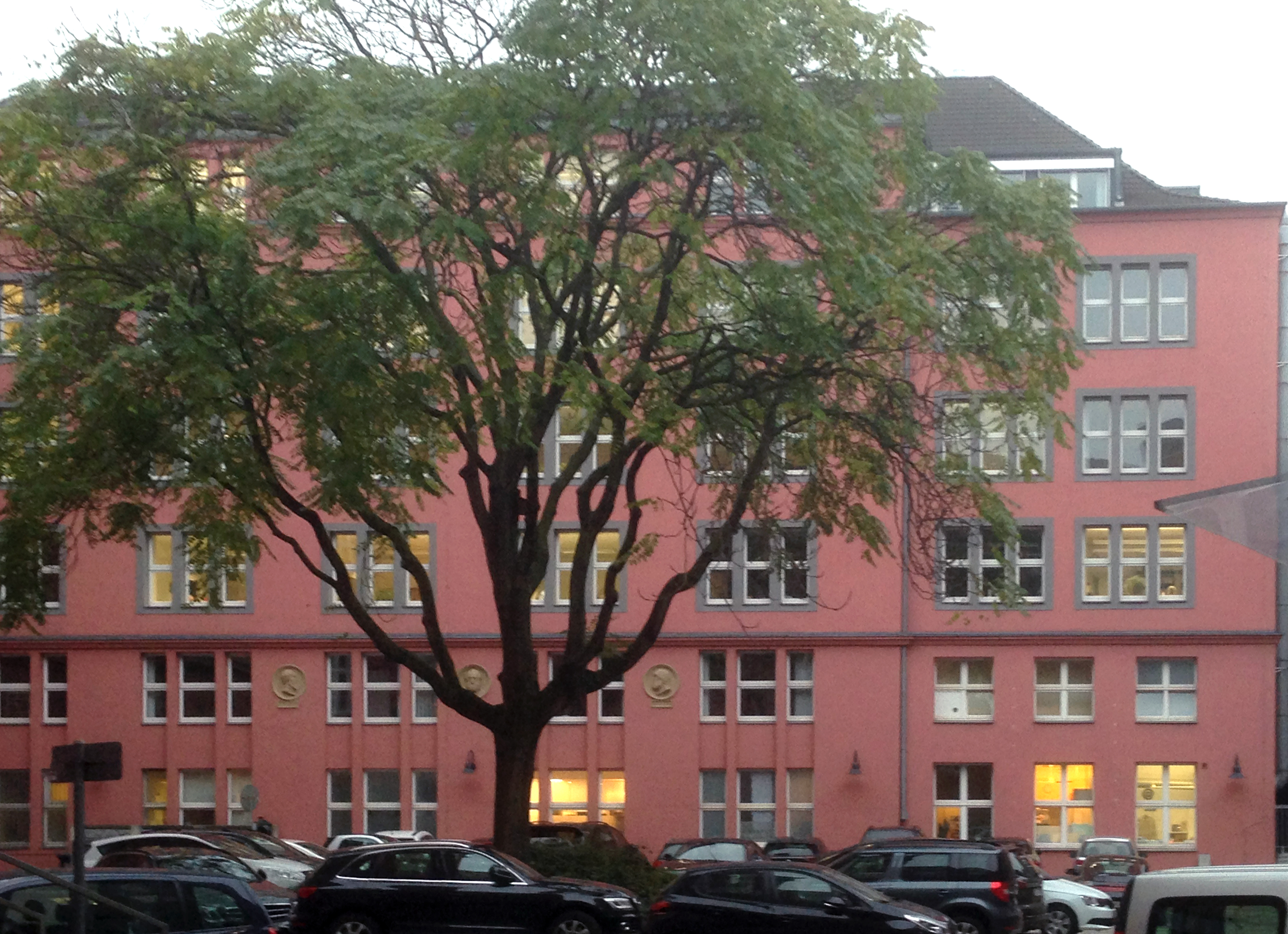
Innenhof Gebäudeteil Burgplatz 3

### Fünfter Flügel: ehemalige Kunstgewerbeschule
Ein Flügel des Rathauskomplexes bildet das an die Rheinuferpromenade angrenzende Gebäude der ehemaligen Kunstgewerbeschule mit Blick auf den Rhein. Seit 2005 befindet sich hier, am Burgplatz 1, die Akademie-Galerie der Kunstakademie Düsseldorf mit Professoren- und Studierendenarbeiten. Dem schließt am Rathausufer Nr. 8 der Erweiterungsbau des Rathauses von 1984 an, mit Gastronomienutzung im Erdgeschoss. Der Zugang befindet sich im Innenhof des Burgplatzes.

Flügel – ehemalige Kunstgewerbeschule
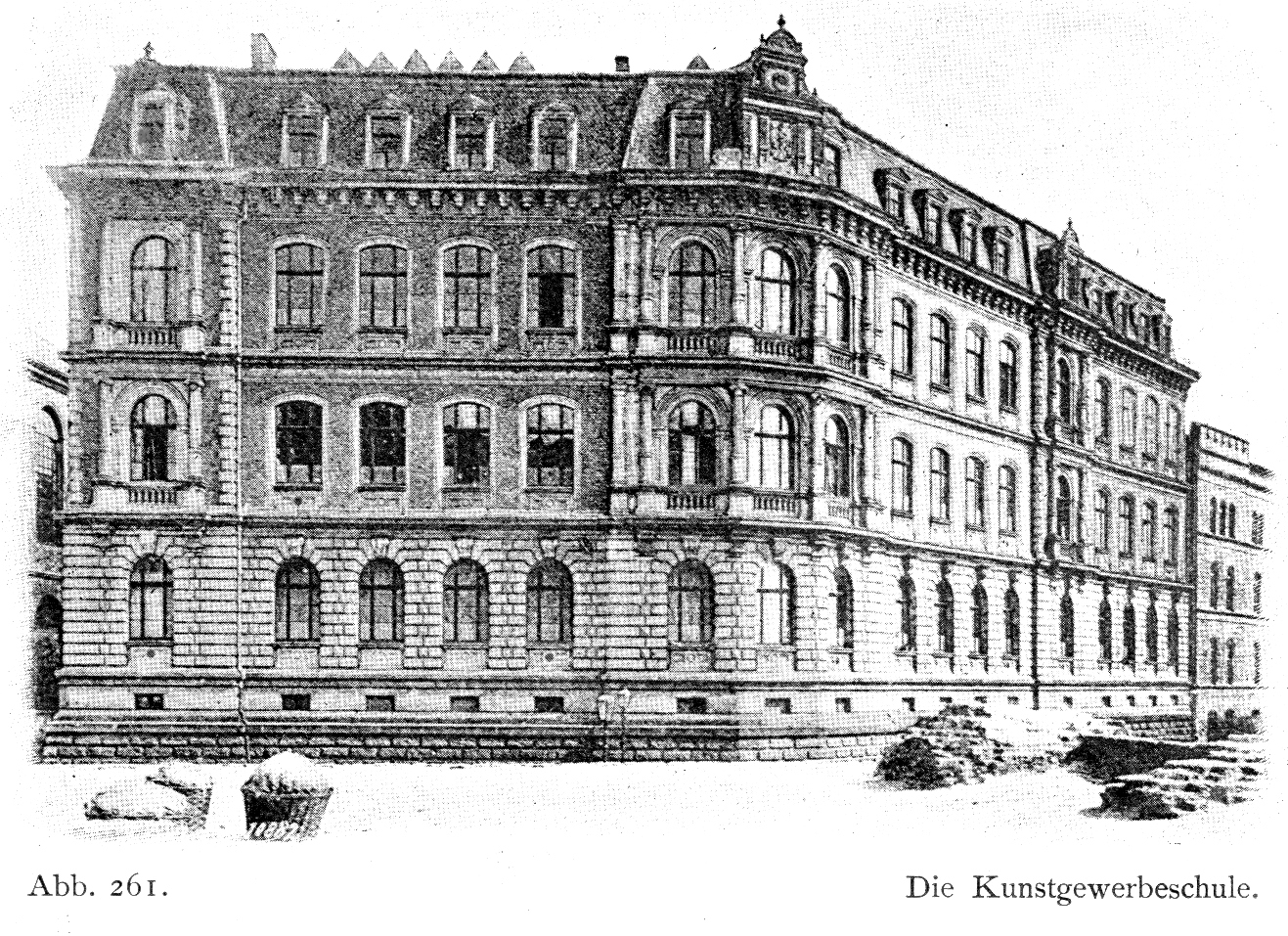
Kunstgewerbeschule 1904
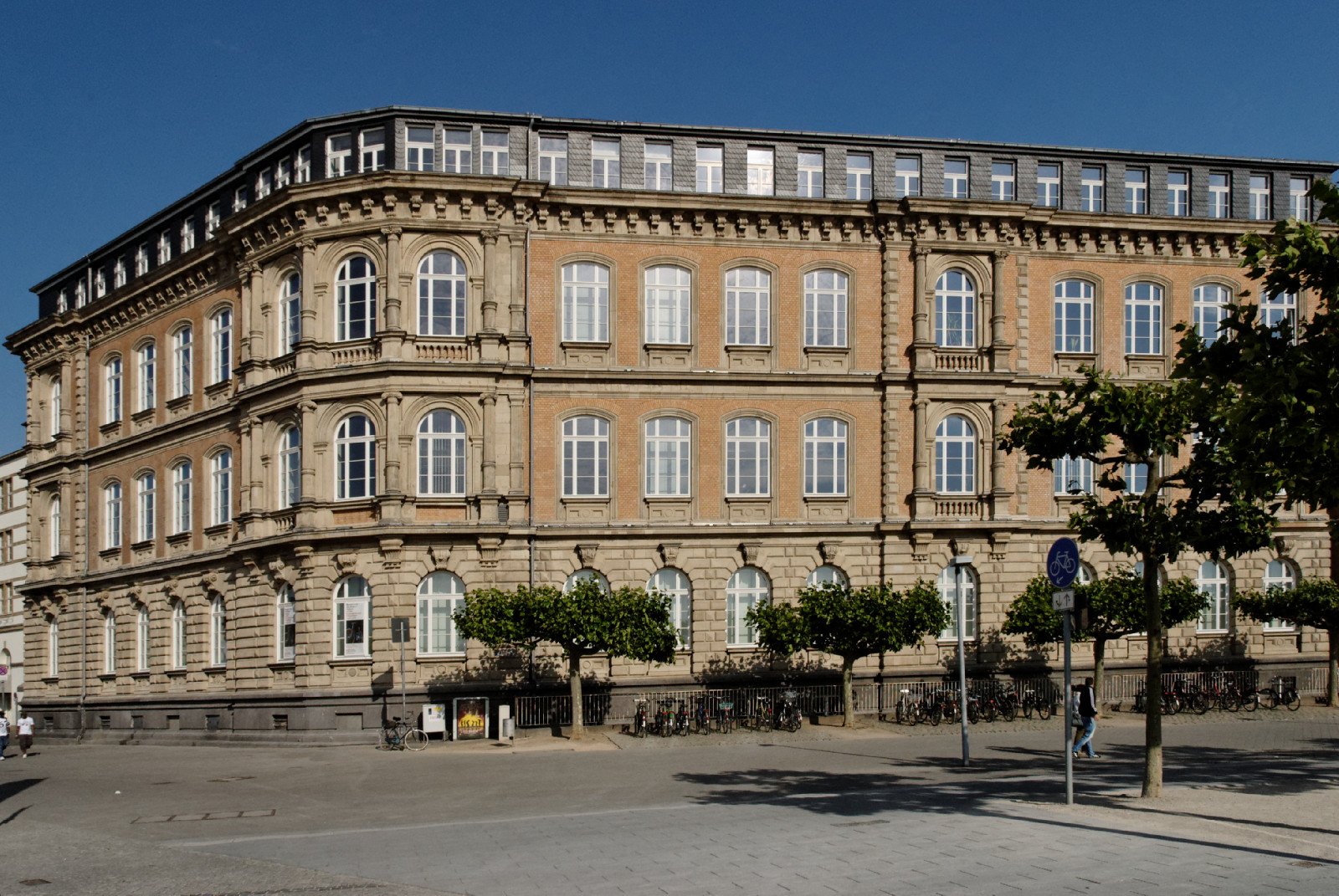
Kunstgewerbeschule 2011
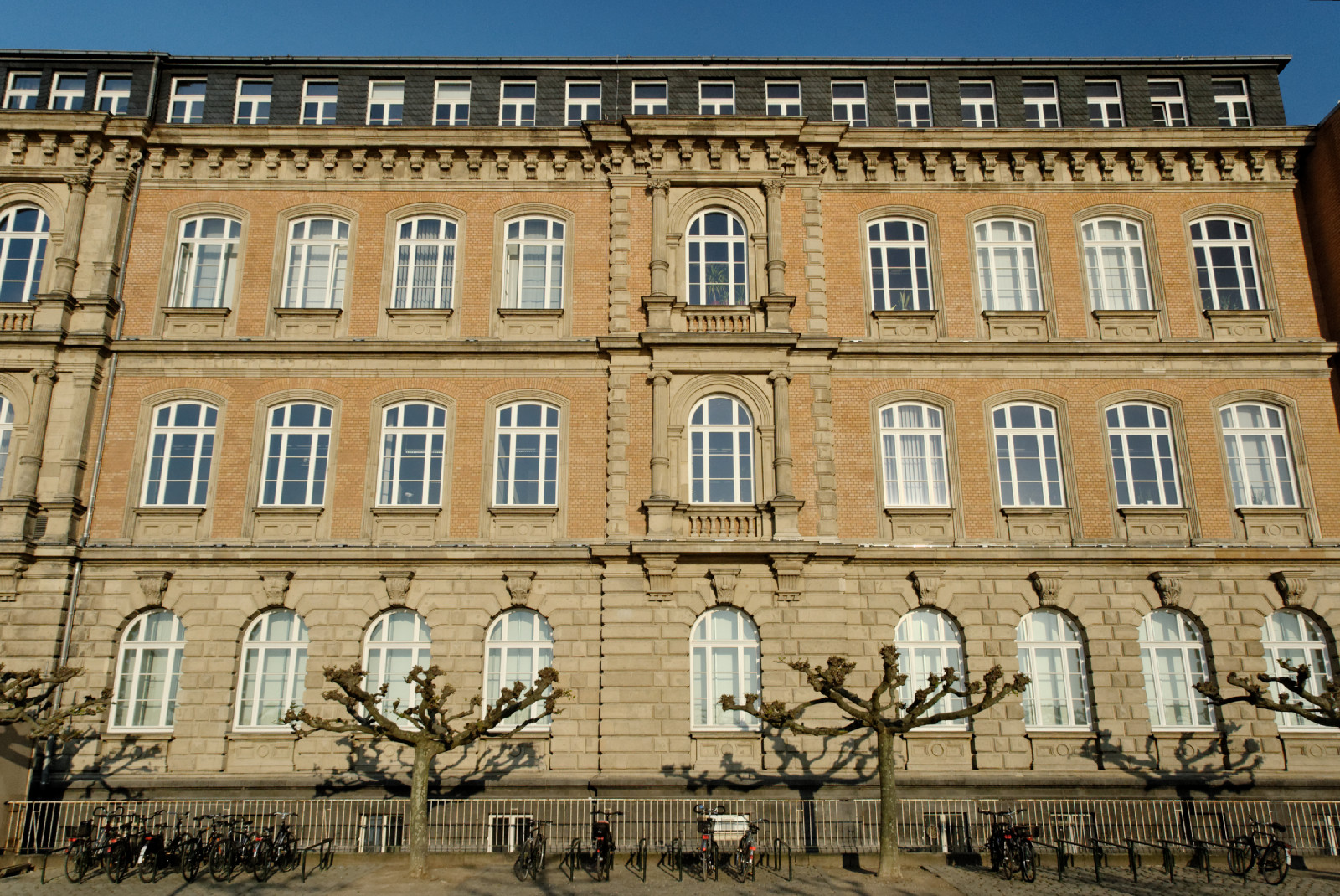
Kunstgewerbeschule 2011
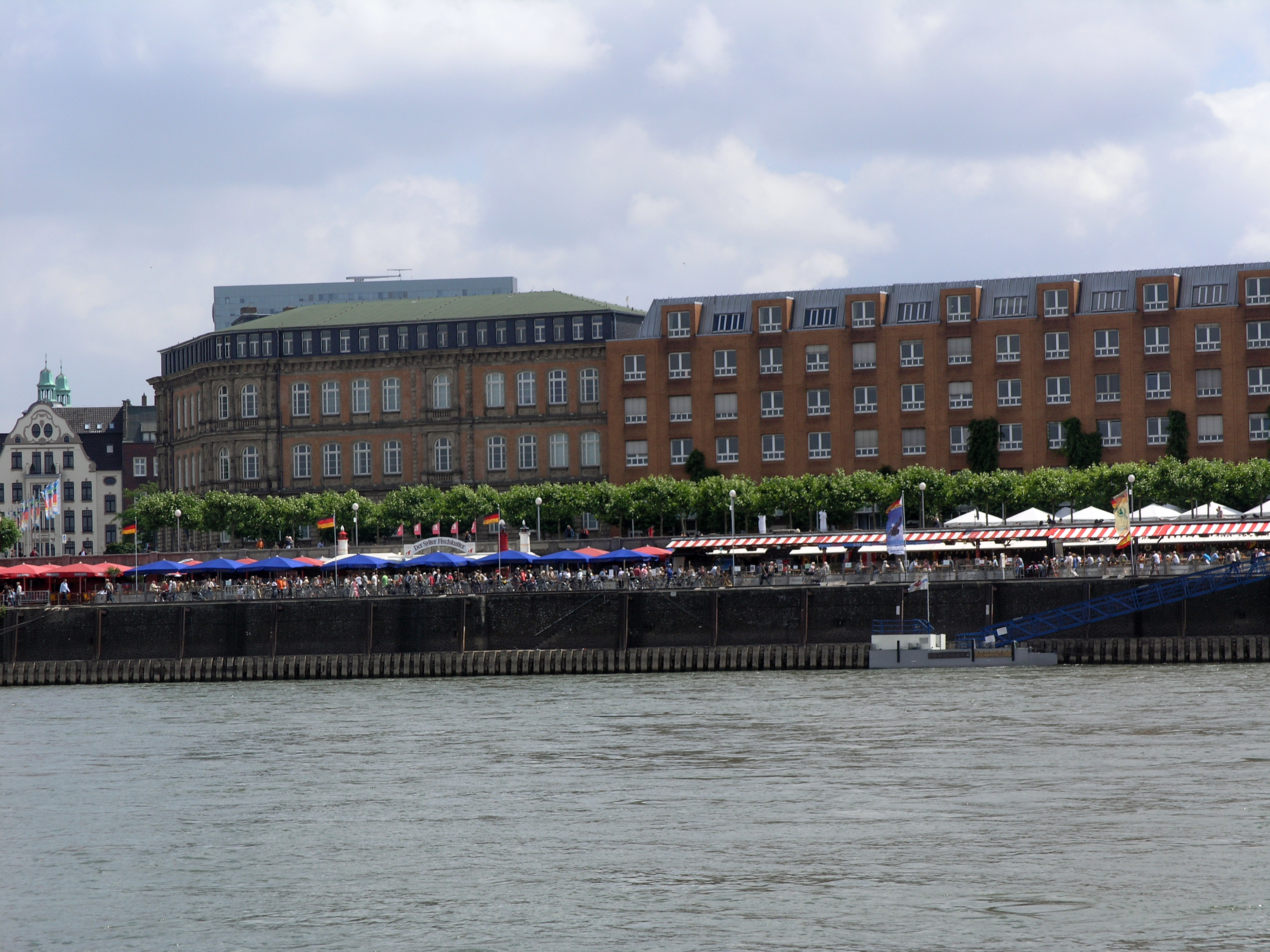
Erweiterungsbau des Rathauses am Rathausufer 2008